# Kostolec
Kostolec (původně Kostelec, maďarsky Kosfalu) je obec v okrese Považská Bystrica na severozápadě Slovenska. Žije zde 248 obyvatel. První písemná zmínka o obci pochází z roku 1431.

## Poloha
Obec Kostolec se nachází v malebném prostředí deset kilometrů severovýchodně od Považské Bystrice. Je ukryta za Manínskou tiesňavou. Obec, přesněji její centrální část, je rozložena po pravé straně kotliny pod skalnatým masívem Bosman. K obci patří další dvě osady – Kresánie a Záhrady. Nejvyšší bod obce je Kostelná. Panorama dokola doplňují Kavča, Drienovka, Ostrenec–(Kuňa) a Hoľazne, které patří do chráněného území Strážovských vrchů. Údolím kotliny protéká potok Manínský potok.

## Dějiny
Název obce Kostolec vznikl, nebo byl pravděpodobně odvozen, od kostela, který měl být údajně v dávných dobách postaven na kopci nad vesnicí, dodnes nazývaným Kostelný. Vesnici tvořilo několik dřevěných domů, které čas od času zničil požár. V současnosti se zachovaly jen dvě dřevěnice.

## Galerie

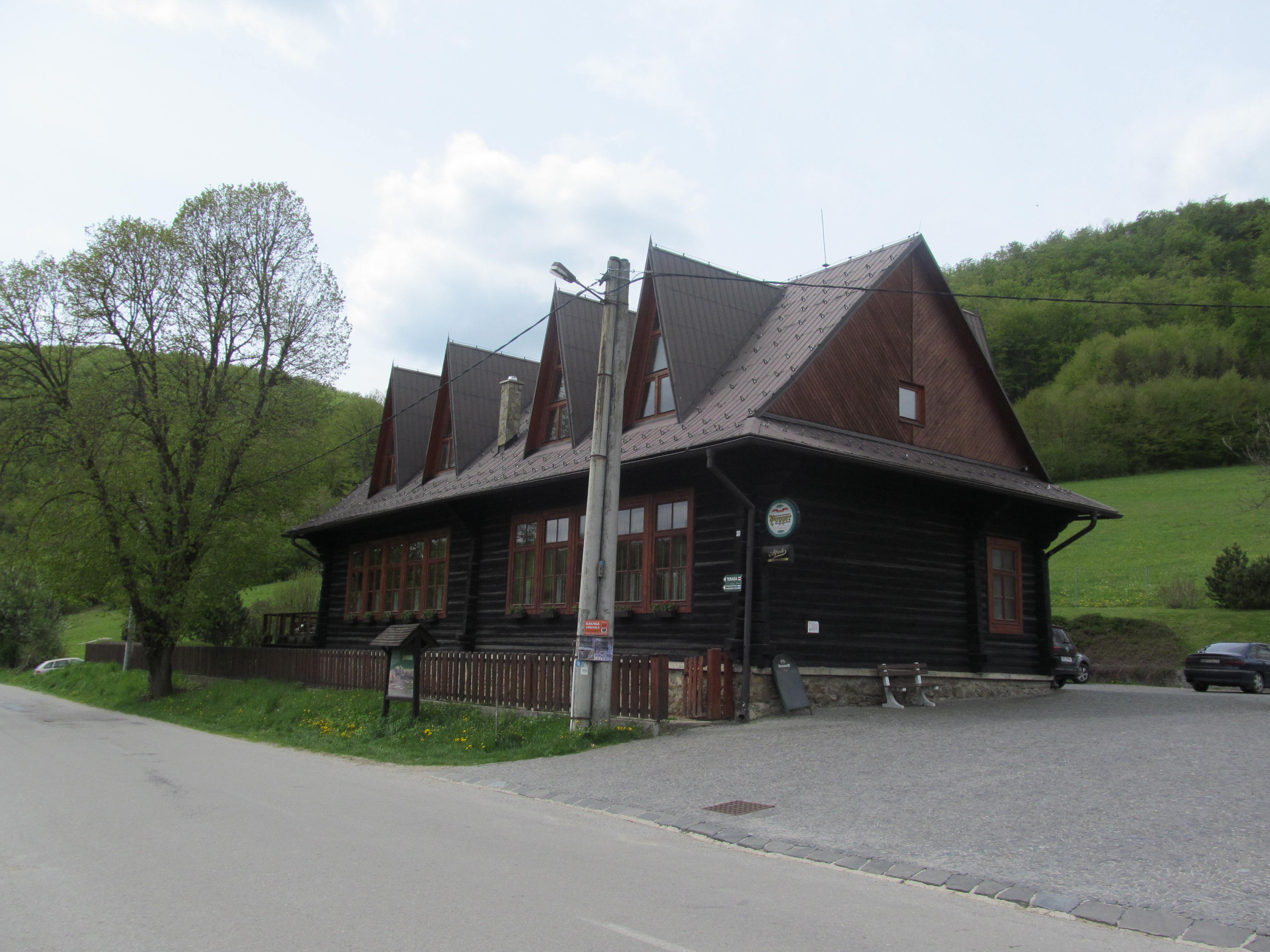
Bývalá škola, kde v letech 1932–1936 učil Peter Jilemnický
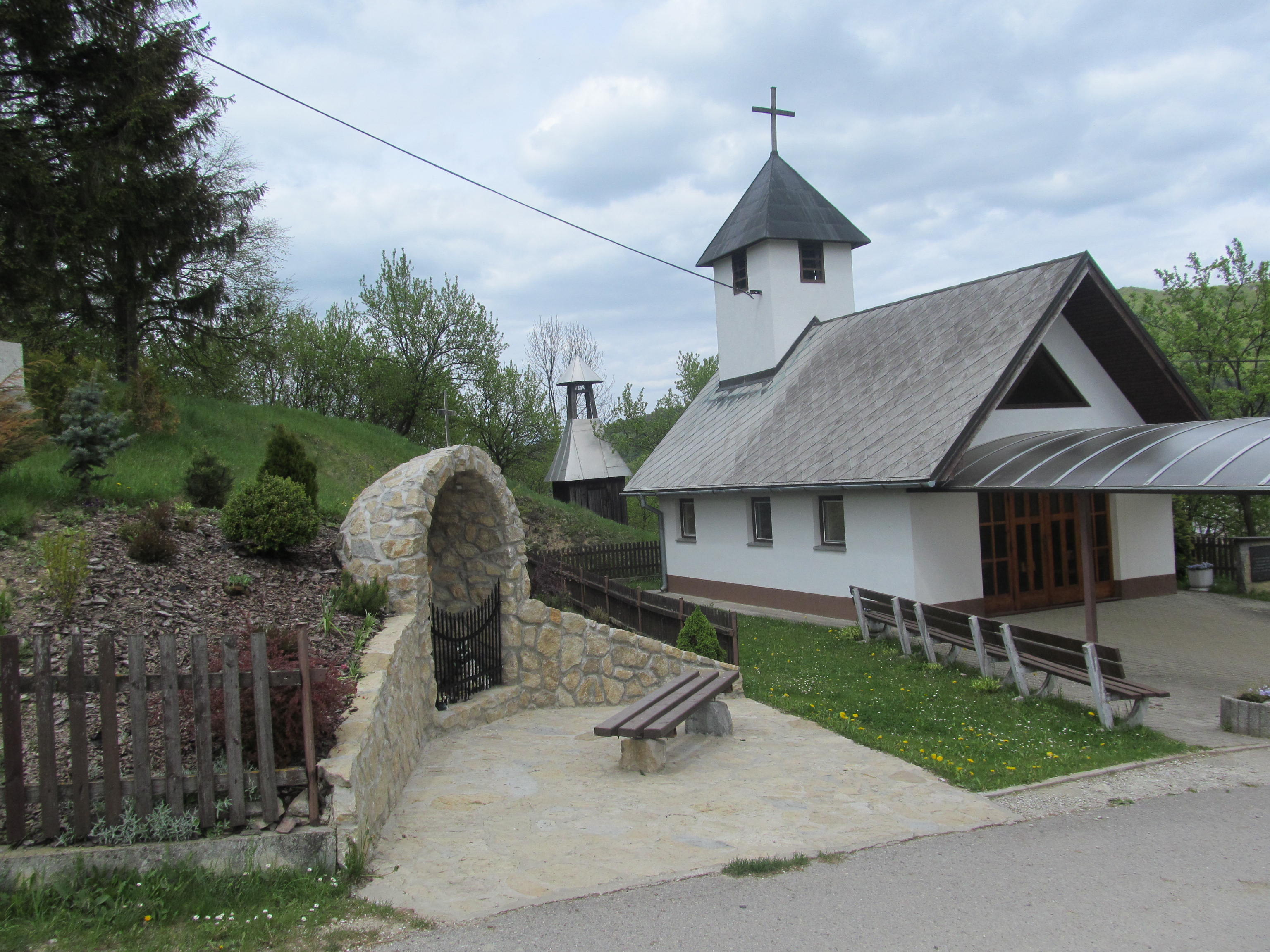
Nová kaplička, stará zvonička
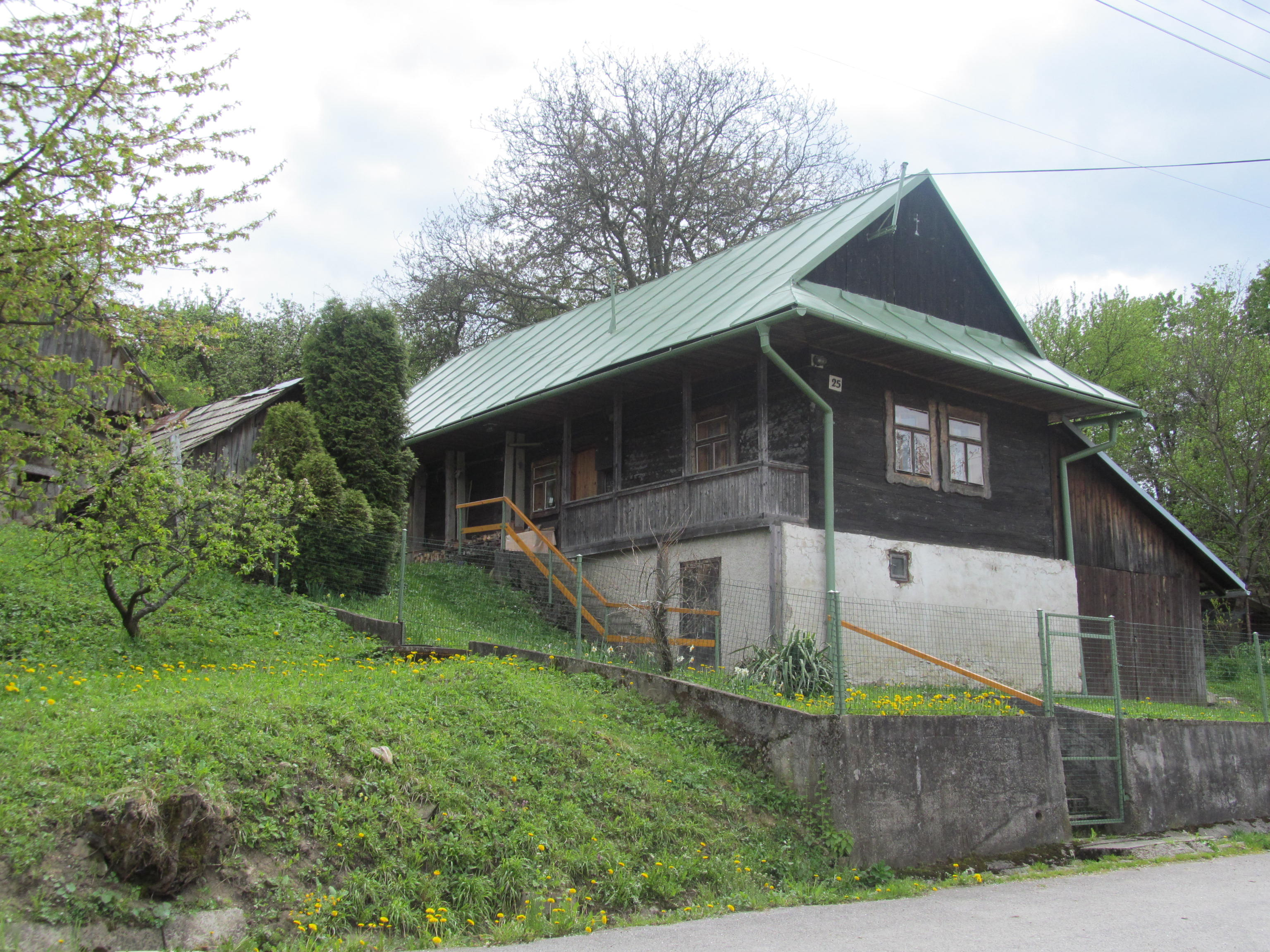
Dřevěnice
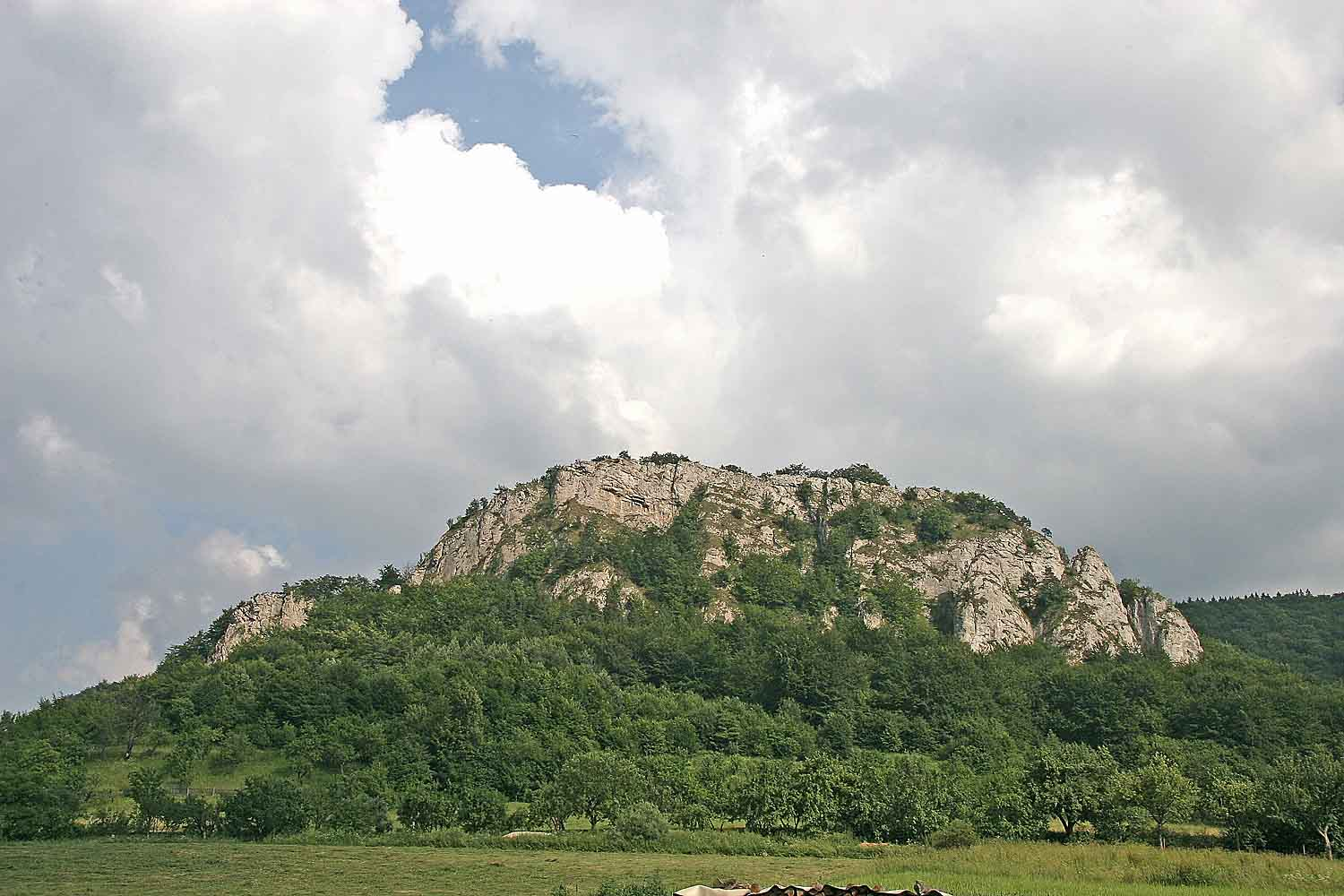
Bosmany
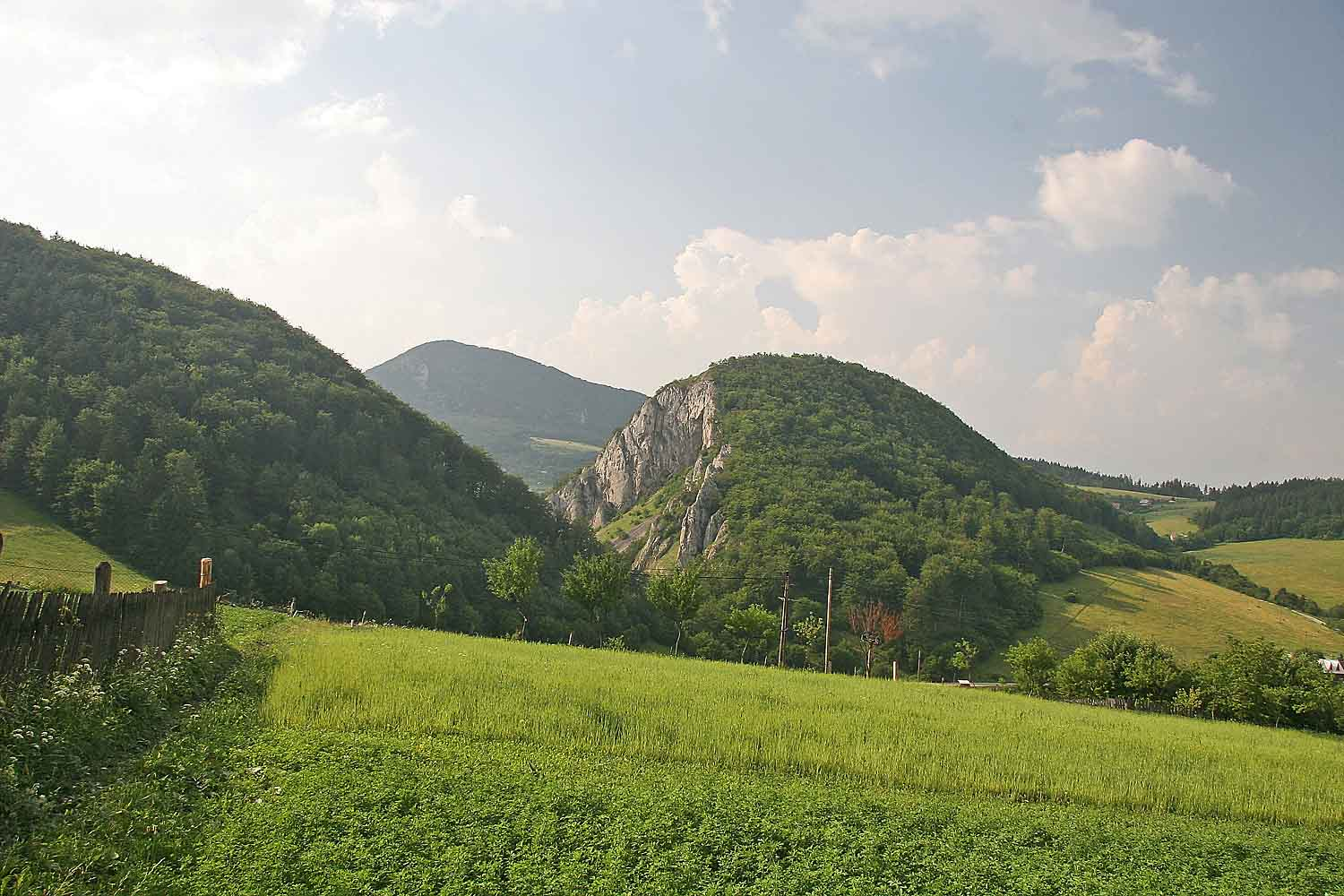
Kostolecká tiesňava od obce Kostolec